# Marc-André Kruska
Marc-André Kruska (ur. 29 czerwca 1987 w Castrop-Rauxel) – niemiecki piłkarz występujący na pozycji pomocnika. Obecnie gra w F91 Dudelange. Zawodową karierę rozpoczynał w Borussii Dortmund, dla której rozegrał niemal 98 ligowych meczów i strzelił 2 bramki. Grał też w Club Brugge.

## Sukcesy

### Indywidualne
- Medal Fritza Waltera: Złoto w 2005 (U-18)[a]